# Конференс-матрица
В математике конференс-матрица (также называемая C-матрица, конференц-матрица) — это квадратная матрица C с нулями на диагонали, и с +1 и −1 вне диагонали такая, что CTC кратна единичной матрице I. Таким образом, если матрица C имеет порядок n, то CTC = (n−1)I. Некоторые авторы дают более общее определение, требуя наличия нуля в каждой строке и в каждом столбце, но не обязательно на диагонали.
Конференс-матрицы изначально возникли в связи с задачами телефонии.
Их ввёл Витольд Белевич, термин конференс-матрица ввёл он же. Белевич интересовался созданием идеальной телефонной сети конференц-связи из идеальных трансформаторов. Он открыл, что такие сети могут быть представлены конференс-матрицами, что и дало им имя. Конференс-матрицы также применяются в статистике и эллиптической геометрии.
Для n > 1 (n всегда чётно) существует два вида конференс-матриц. Если привести конференс-матрицу к нормальному виду, то она станет симметричной (если n делится на 4) или антисимметричной (если n чётно, но не делится на 4).

## Нормальный вид конференс-матрицы
Для того чтобы получить нормальный вид конференс-матрицы C, нужно:
1. Переставить строки матрицы C так, чтобы все нули оказались на диагонали (если используется более общее определение конференс-матрицы)
2. В тех строках, в которых первый элемент является отрицательным, сменить знак у всех элементов.
3. Сменить или не сменить знак у элементов первой строки, чтобы получилась симметричная или антисимметричная матрица.

Полученная такими преобразованиями из конференс-матрицы матрица также является конференс-матрицей. Первые элементы каждой строки кроме первой у нормального вида конференс-матрицы равны 1 (у первой строки первый элемент 0).

## Симметричная конференс-матрица
Если C — симметрична конференс-матрица порядка n > 1, то n должно быть не только сравнимо с 2 (mod 4), но также n − 1 должно быть суммой квадратов двух целых чисел. Посредством элементарной теории матриц можно доказать, n − 1 всегда будет суммой квадратов целых чисел, если n − 2 является степенью простого числа.
Для заданной симметричной конференс-матрицы C, подматрица S, полученая вычёркиванием из C первой строки и столбца, может рассматриваться как зейделева матрица смежности некоторого графа. Это граф с n − 1 вершиной, соответствующим строкам и столбцам матрицы S, две вершины являются смежными, если соответствующие элементы матрицы S отрицательны. Полученный граф является строго регулярным и относится к типу конференс-графов (названы так именно из-за конференс-матрицы).
Существование конференс-матриц порядка n, разрешаемое вышеуказнными ограничениями известно только для некоторых значений n. Например, если n = q + 1 где q является простой степенью сравнимой с 1 (mod 4), то графы Пэли дают примеры симметричных матриц порядка n: в качестве S берётся зейделева матрица смежности графа Пэли.
Первые несколько возможных порядков симметричных конференс-матриц n = 2, 6, 10, 14, 18, (не 22, так как 21 не является суммой двух квадратов), 26, 30, (не 34, так как 33 не является суммой двух квадратов), 38, 42, 46, 50, 54, (не 58), 62 (последовательность A000952 в OEIS); для всех приведённых значений известно, что симметричные конференс-матрицы существуют. Для n = 66 вопрос остаётся открытым.

### Пример
Существенно единственная конференс-матрица порядка 6 имеет вид:
{\displaystyle {\begin{pmatrix}0&+1&+1&+1&+1&+1\\+1&0&+1&-1&-1&+1\\+1&+1&0&+1&-1&-1\\+1&-1&+1&0&+1&-1\\+1&-1&-1&+1&0&+1\\+1&+1&-1&-1&+1&0\end{pmatrix}}},
все остальные конференс-матрицы порядка 6 получаются из данной сменой знака некоторых строк и/или столбцов (а также посредством перестановок строк и/или столбцов, если используется более общее определение).

## Антисимметричные конференс-матрицы
Антисимметричные конференс-матрицы также могут быть получены методом Пэли. Пусть q — простая степень с остатком 3 (mod 4). Тогда существует граф Пэли порядка q, который приводит к антисимметричной конференс-матрице порядка n = q + 1. Данная матрица получается, если для S взять q×q-матрицу с +1 на (i, j)-й позиции и −1 на (j, i)-й, если  существует ребро орграфа из i в j, и нулями на диагонали. Затем S строится из S как и в симметричном случае, но первая строка составляется из неположительных чисел. Полученная таким образом S будет антисимметричной конференс-матрицей.
Этот метод решает только небольшую часть проблемы определения, для каких n, делящихся на 4, существует антисимметричные конференс-матрицы порядка n.